# Amphiglena jimenezi
Amphiglena jimenezi är en ringmaskart som beskrevs av Capa och López 2004. Amphiglena jimenezi ingår i släktet Amphiglena och familjen Sabellidae. Inga underarter finns listade i Catalogue of Life.